# آب‌انبار شاهزاده قاسم انوار
آب‌انبار شاهزاده قاسم انوار؛ آب‌انباری تاریخی مربوط به دوره تیموری است و در شهرستان تربت جام، ضلع جنوبی روستای لنگر، مجاور آرامگاه شاهزاده قاسم واقع شده و این اثر در تاریخ ۲۴ اسفند ۱۳۸۴ با شمارهٔ ثبت ۱۵۲۴۸  به‌عنوان یکی از آثار ملی ایران به ثبت رسیده‌است.